# Sisor chennuah
Sisor chennuah és una espècie de peix de la família dels sisòrids i de l'ordre dels siluriformes.

## Morfologia
- Els mascles poden assolir 9,8 cm de longitud total.
- Nombre de vèrtebres: 32-34.[5]

## Hàbitat
És un peix d'aigua dolça i de clima tropical.

## Distribució geogràfica
Es troba a Àsia: conca del riu Brahmaputra a l'Índia.